# エメット・ベリー
エメット・ベリー（Emmett Berry、1915年7月23日 - 1993年6月22日）は、アメリカのジャズ・トランペット奏者。
ベリーはアメリカ合衆国ジョージア州メイコンに生まれた。ジョージア州でクラシック・トランペットを学び始めたが、18歳までにジャズに転向し、ニューヨークへ移住した。フレッチャー・ヘンダーソンのバンド・メンバーとなり、後にロイ・エルドリッジの後任としてソリストを務めた。1940年代には、エルドリッジのリトル・ジャズ・トランペット・アンサンブルで活動。また、カウント・ベイシーのバンドでも演奏した。ビリー・ホリデイの伴奏者として知られ、「A Great Day in Harlem」として知られる写真に参加し、特別番組『The Sound of Jazz』にも出演した。
1993年6月22日、オハイオ州クリーブランドにて死去。

## ディスコグラフィ

### 参加アルバム
バック・クレイトン
- Songs for Swingers (1959年、Columbia)
- Cat Meets Chick (1956年、Columbia)
- One for Buck (1962年、Columbia)
- Copenhagen Concert (1979年、SteepleChase)

ジョニー・ホッジス
- Memories of Ellington (1954年、Norgran)
- 『キャッスル・ロック』 - Castle Rock (1955年、Norgran)
- Dance Bash (1955年、Norgran)
- In a Tender Mood (1956年、Norgran)
- The Blues (1956年、Norgran)

サミー・プライス
- A Real Jam Session (1956年、Jazz Selection)
- Sammy Price in Concert (1956年、Jazztone)
- The Price Is Right (1957年、Jazztone)
- Blues & Boogie (1981年、Vogue)

ジミー・ラッシング
- 『リッスン・トゥ・ザ・ブルース』 - Listen to the Blues with Jimmy Rushing (1956年、Vanguard)[1]
- 『イフ・ディス・エイント・ザ・ブルース』 - If This Ain't the Blues (1958年、Vanguard)
- 『リトル・ジミー・ラッシング・アンド・ザ・ビッグ・ブラス』 - Little Jimmy Rushing and the Big Brass (1958年、Columbia)

その他
- キャノンボール・アダレイ : 『ジャンプ・フォー・ジョイ』 - Jump for Joy (1958年、Mercury)
- カウント・ベイシー : 『カウント・ベイシーズの夜』 - A Night at Count Basie's (1955年、Vanguard) ※with ジョー・ウィリアムズ
- シドニー・ベシェ : Sidney Bechet & Sammy Price Bluesicians (1957年、Swing)
- ルビー・ブラフ : Easy Now (1959年、RCA Victor)
- ボビー・ドナルドソン : Dixieland New York (1958年、World Wide)
- ボビー・ドナルドソン : Dixieland Jazz Party (1959年、Savoy)
- ディジー・ガレスピー : 『ワールド・ステイツマン』 - World Statesman (1956年、Norgran)
- エドモンド・ホール : 『小さな花』 - Petite Fleur (1959年、United Artists)
- エドモンド・ホール : Swing Session (1959年、Commodore)
- コールマン・ホーキンス : Timeless Jazz (1955年、Jazztone)
- フレッチャー・ヘンダーソン・オール・スターズ : The Big Reunion (1958年、Jazztone)
- クロード・ホプキンス : Yes Indeed! (1960年、Swingville)
- ジョー・ジョーンズ : 『ザ・ジョー・ジョーンズ・スペシャル』 - The Jo Jones Special (1955年、Vanguard)
- レッド・プリソック : Swing Softly Red (1961年、Mercury)
- バディ・リッチ : 『リッチクラフト』 - Richcraft (1959年、Mercury)
- バディ・リッチ : The Rich Rebellion (1970年、Mercury)
- ピー・ウィー・ラッセル : 『ジャズ・リユニオン』 - Jazz Reunion (1961年、Candid)
- マキシム・ソーリー : Maxim Saury reçoit Sammy Price et Emmet Berry (1956年、Ducretet-Thomson)
- バディ・テイト : Jumpin' On the West Coast! (1972年、Black Lion)
- ジミー・ウィザースプーン : 『ゴーイン・トゥ・カンサス・シティ・ブルース』 - Goin' to Kansas City Blues (1958年、RCA Victor)
- ジミー・ウィザースプーン : 『オリンピア・コンサート』 - Olympia Concert (1980年、Inner City)